# Volmanova vila
Volmanova vila, auch Wollmanova vila (deutsch Villa Wollmann) ist eine Wüstung auf dem Gebiet der Stadt Ralsko im Okres Česká Lípa, Tschechien. Sie liegt zwei Kilometer östlich des Stadtzentrums von Mimoň und gehört zum Katastralbezirk Ploužnice pod Ralskem. Um die Villa ranken sich verschiedene Legenden, sie galt bei den Bewohnern der umliegenden Orte als verfluchter Ort.

## Geographie
Volmanova vila liegt am südlichen Fuße des Ralsko (Rollberg, 696 m) in der Ralská pahorkatina (Rollberg-Hügelland). Gegen Norden liegen die Sandsteinfelsen der Vranovské skály. Nordöstlich erhebt sich der Písčitý kopec (386 m).
Nachbarorte sind Noviny pod Ralskem und Malé Ralsko im Norden, Pavlín und Velké Ralsko im Nordosten, Nový Dvůr und die Wüstung Svébořice im Osten, Pavlín und Nový Dvůr im Südosten, Hvězdov und die Wüstung Mezilesí im Südosten, Ploužnice im Süden, Hradčany im Südwesten, Mimoň im Westen sowie Vranov im Südwesten.

## Geschichte
Die von einem eingefriedeten Park mit zwei gemauerten Toren umschlossene palastartige Villa wurde kurz nach dem Ausbruch des Ersten Weltkrieges für den Grundbesitzer Franz Wollmann errichtet. Ihre isolierte Lage, die mächtige Einfriedung und ihre Erbauung während der Notzeiten führten bald zu verschiedenen Gerüchten, die dadurch weiter genährt wurden, weil Wollmann und seine Frau Erna als kontaktscheu galten. Als Bedienstete waren auf dem Anwesen ein Gärtner und Hausmeister, der im Dienstbotenhaus am Rande des Parks lebte, sowie eine Verwandte Wollmanns als Haushälterin tätig. Wollmanns deutlich ältere Ehefrau, die ihm bald darauf einen Sohn gebar, war die Tochter eines reichen jüdischen Goldschmieds aus Prag. Die Errichtung eines Grabmals mit Steinkreuz auf dem Anwesen sorgte später für weiteres Aufsehen, da zu dieser Zeit keiner der Bewohner der Villa verstorben war. Als Erna Wollmann danach plötzlich verstarb, bildeten sich im benachbarten Niemes Gerüchte über einen Giftmord, durch den Franz Wollmann eine für ihn ruinöse Scheidung verhindert haben soll. Jedoch war Wollmanns Ehefrau seit einiger Zeit kränklich gewesen.
Der Witwer Franz Wollmann heiratete später eine junge Frau, die aus wohlhabenden Verhältnissen in Prag stammte. Bald darauf verliebte sich auch Wollmanns erwachsener Sohn, der inzwischen als Offizier in den Militärdienst getreten war, in seine Stiefmutter und beide trafen sich regelmäßig auf der Julienshöhe in den Vranovské skály. Wollmann junior wurde später erschossen unterhalb der Julienshöhe aufgefunden, es wurde dabei von einem Suizid ausgegangen und der Tote neben seiner Mutter in der Grabstätte der Wollmann-Villa bestattet. In Niemes kursierten dagegen Gerüchte über einen zweiten Mord und zahlreiche Bewohner betrachteten die Wollmann-Villa als einen verfluchten Ort.
Nach dem Ende des Zweiten Weltkrieges flohen die Eheleute Wollmann nach Deutschland. Die verlassene Villa und der Park wurde aufgrund der Legenden und Gerüchte von etlichen Schatzsuchern heimgesucht, die jedoch erfolglos blieben. Die Volmanova vila wurde verstaatlicht und diente als Wohnhaus. Wegen unterlassener Reparaturen verfiel sie zunehmend und ihr Ruf als Geisterhaus führte dazu, dass die Mieter alsbald wieder aus der Villa auszogen. Nach der Besetzung des Truppenübungsplatzes Ralsko durch die Rote Armee wurde die verfallene Villa am Rande des Militärgebietes in den 1970er Jahren zu einem Treffpunkt von Rotarmisten. Kurz vor dem Abzug der Sowjets brannte sie aus. Im Jahre 1991 wurde die Ruine der Volmanova vila im Zuge eines Privatisierungsprojektes zusammen mit dem Hof Pavlín, dem Flugplatz Hradčany und daran gelegenen Reihenhäusern an das Unternehmen Privum übereignet. Privum gelang nur die Privatisierung des Hofes Pavlín, die anderen Besitzungen, darunter auch Volmanova vila erwarb die Stadt Ralsko später im Zuge einer Zwangsversteigerung zurück.
Volmanova vila besteht heute aus einem verwilderten Park, überwachsenen Ruinen und einem Grabmal mit Sandsteinkreuz.